# Чемпионат России по тхэквондо 2008
Чемпионат России по тхэквондо 2008 года среди мужчин и женщин проходил с 15 по 20 сентября в Ульяновске в спорткомплексе «Новое поколение». В соревнованиях принимали участие спортсмены из 48 регионов.

## Медалисты

### Мужчины
| Весовая категория | Золото                                    | Серебро                                                                         | Бронза                                                                     |
| ----------------- | ----------------------------------------- | ------------------------------------------------------------------------------- | -------------------------------------------------------------------------- |
| до 54 кг          | Сергей Дё · Оренбургская область          | Роман Каштанов · Северная Осетия                                                | Муталим Муртазалиев · Дагестан Павел Ладанов · Воронежская область         |
| до 58 кг          | Алан Ногаев · Северная Осетия             | Василий Соблаков · Челябинская область                                          | Руслан Поисеев · Якутия Тимур Курцикидзе · Москва                          |
| до 62 кг          | Александр Перегудов · Воронежская область | Андрей Пртюков · Ханты-Мансийский автономный округ — Югра · Ульяновская область | Максим Авданов · Ульяновская область Александр Палто · Челябинская область |
| до 67 кг          | Григорий Осипов · Адыгея                  | Асланбек Дзитиев · Северная Осетия                                              | Ибрагим Мехтиев · Дагестан Леонид Теверовский · Самарская область          |
| до 72 кг          | Алан Акоев · Северная Осетия              | Никита Коротков · Челябинская область                                           | Магомед Ибрагимов · Дагестан Хетаг Плиев · Красноярский край               |
| до 78 кг          | Сергей Дозорцев · Новосибирская область   | Гаджи Умаров · Дагестан                                                         | Антон Котков · Карелия Владимир Макаров · Москва                           |
| до 84 кг          | Авет Османов · Северная Осетия            | Исмаил Мусаев · Дагестан                                                        | Юрий Кириченко · Камчатский край Индрис Тикаев · Кабардино-Балкария        |
| свыше 84 кг       | Александр Колмыков · Воронежская область  | Роман Кузнецов · Иркутская область                                              | Олег Кузнецов · Иркутская область Арсен Цинаридзе · Камчатский край        |

### Женщины
| Весовая категория | Золото                                 | Серебро                                     | Бронза                                                                     |
| ----------------- | -------------------------------------- | ------------------------------------------- | -------------------------------------------------------------------------- |
| до 47 кг          | Кристина Ким · Москва                  | Ирина Козлова · Воронежская область         | Анна Шахова · Челябинская область Яна Энговатова · Ростовская область      |
| до 51 кг          | Мария Ворончихина · Санкт-Петербург    | Анна Соболева · Воронежская область         | Виктория Панова · Смоленская область Алла Палецкая · Санкт-Петербург       |
| до 55 кг          | Анна Дроздова · Красноярский край      | Виктория Исакова · Санкт-Петербург          | Оксана Дзюбич · Москва Мария Лихоманова · Дагестан                         |
| до 59 кг          | Кристина Хафизова · Москва             | Екатерина Мусихина · Свердловская область   | Дарья Горбачева · Ульяновская область Марина Чешуина · Санкт-Петербург     |
| до 63 кг          | Марина Чешуина · Воронежская область   | Валерия Хрипушина · Воронежская область     | Мария Бармасова · Новосибирская область Юлия Коленкова · Санкт-Петербург   |
| до 67 кг          | Екатерина Зенкина · Смоленская область | Мария Чугаева · Челябинская область         | Мария Караваева · Москва Анна Алёшина · Свердловская область               |
| до 72 кг          | Ксенья Осокина · Башкортостан          | Анастасия Барышникова · Челябинская область | Евгения Топоркова · Самарская область Янина Костицына · Санкт-Петербург    |
| свыше 72 кг       | Ирина Быкова · Воронежская область     | Марина Казакова · Санкт-Петербург           | Елена Устимова · Ульяновская область Елена Сарычева · Оренбургская область |